# 후지노촌 (아이치현)
후지노촌(藤野村)은 아이치현 헤키카이군에 설치되었던 촌이다. 현재의 안조시 남동부에 해당한다.